# 海浜流
海浜流（かいひんりゅう、nearshore currents）とは、海浜の砕波帯（波打ち際）周辺において起こる局地的な海水の流れの総称。海岸への波の伝播に伴って、砕波帯周辺で媒質である海水も移動することにより発生する。

## 概要
海浜流は、大きく以下のように分類される。
| 沿岸流（えんがんりゅう、longshore currents） | 岸に沿って流れる流れ           |
| 離岸流（りがんりゅう、rip currents）         | 海岸から沖合に向かう流れ       |
| 循環流（じゅんかんりゅう）                   | 離岸流頭から向岸流に向かう流れ |
| 向岸流（こうがんりゅう、shoreward currents） | 沖合から海岸に向かう流れ       |

媒質である海水が打ち寄せる波に伴って砂浜に移動してその傾斜を上がると、打ち寄せられた海水の位置エネルギーが高まる。これが運動エネルギーに変換されて砂浜の傾斜の低い方、すなわち沖合い方向へと流れるが、次々と来る波によって沖合いに戻ることが出来ず、岸に沿って移動する流れが生まれると沿岸流となる。局地的な流れを指す場合の他に、沖合いを海岸線に沿って定常的に流れる流れを指す場合もあり、これは「並岸流」と言う。
沿岸流が集まると、打ち寄せる波に打ち克って沖合い方向に媒質である海水が戻る流れが出来る。これが離岸流であり、離岸流が沖合いでその流れを終えるところを離岸流頭と言う。
沿岸流を補うために沖合いから岸に向かって流れるのが向岸流、離岸流頭から向岸流を補うために流れる流れが循環流である。